# Sossio di Miseno
Sossio di Miseno (Miseno, 275 – Pozzuoli, 19 settembre 305) è venerato come santo e martire dalla Chiesa cattolica.
Noto anche come Sosio, fu decapitato a Pozzuoli insieme a san Gennaro, sotto Diocleziano.
Sossio è uno dei sette cosiddetti martiri puteolani - assieme ai santi Acuzio, Desiderio, Eutiche, Festo, Gennaro e Procolo - che furono decapitati nel 305 durante le persecuzioni nei confronti dei cristiani volute dall'imperatore Diocleziano. Tra loro va ricordato il vescovo di Benevento Gennaro, santo patrono di Napoli, che insieme agli altri sei compagni di fede fu condannato alla decapitazione presso il Forum Vulcani, la Solfatara di Pozzuoli.

## Agiografia
San Sossio subì il martirio durante la persecuzione di Diocleziano (303-305).
Il Cristianesimo campano dei primi secoli annovera san Sossio tra i suoi santi più rappresentativi e più celebrati; primo tra i martiri della Solfatara di Pozzuoli insieme con san Gennaro (vescovo di Benevento), con i santi Festo e Desiderio (diacono e lettore di Benevento), e con i santi Procolo, Eutiche ed Acuzio (diacono e laici di Pozzuoli).
Nel racconto delle varie passiones appare la figura di Sossio fortemente unita a quella del vescovo Gennaro, con un profondo vincolo di amicizia e forse anche di parentela. Egli è celebrato nei tratti di diacono giovane e brillante della ecclesia di Miseno, zelante nella sua funzione e umilmente sottomesso al suo vescovo con il quale, come recitava un'epigrafe dedicatagli nella basilica vaticana da papa Simmaco (498-514), condivise la gloria del martirio. Questi tratti furono subito congiunti nella memoria della comunità cristiana campana per rappresentare e celebrare del santo la personalità sincera, attiva ed affascinante.
La collazione delle varie fonti agiografiche sossiane consente di tratteggiare un racconto della vita del santo abbastanza interessante ed attendibile. Lo conoscevano tutti; apparteneva a una famosa famiglia, di librai nel ramo romano e prefettizia nel ramo flegreo. Aveva amici e contatti in Pozzuoli, in Napoli, in Roma e in Benevento, e la sua fama era estesa tra le comunità greche, come testimonia l'ammirazione di Teodosio vescovo di Tessalonica, e tra le comunità africane, come testimonia un'opera di san Quodvultdeus vescovo cartaginese discepolo di sant'Agostino.
Ammirato dai superiori ed infuocato dell'ardore della proclamazione della parola evangelica, Sossio era additato ad esempio per le comunità lontane, e testimoniava intensamente la sua fede nel porto romano di Miseno, poco lontano dal santuario della Sibilla di Cuma, crocevia delle più diffuse ideologie filosofiche e religiose del Mediterraneo. 
Nel 304, l'Ecclesia di Miseno rappresentava un punto di riferimento per i cristiani che avevano occasione di contattare Sossio e di ricevere il suo aiuto sul loro percorso verso Roma, oppure in fuga dai luoghi ove la persecuzione imperversava più violentemente.
Quando anche in Campania furono affissi gli editti imperiali, la persecuzione partì da Nola, città sede del Consolare romano, e furono molti i cristiani che subirono il martirio. Testimonianze esistono ancora oggi nelle basiliche paleocristiane di Cimitile che divennero, come la basilica di Miseno, mète importanti dell'antico pellegrinaggio cristiano.
Quando nel 305 la persecuzione si estese all'area flegrea Sossio fu tra i primi ecclesiastici ad essere incarcerato. La sua coraggiosa testimonianza di fede fu esemplare anche per il comportamento degli altri santi con i quali egli, dopo aver superato indenne la condanna ad bestias nell'anfiteatro Flavio di Pozzuoli, subì il martirio alla Solfatara.

## Traslazioni
Miseno, Napoli e Frattamaggiore sono i luoghi delle tre traslazioni del corpo di san Sossio: la prima avvenne dopo l'editto di Costantino (313) dal campo del cristiano Marco, posto sulla via Antiniana ove il santo era stato sepolto dopo il martirio, alla basilica di Miseno eretta in suo onore; la seconda avvenne all'inizio del X secolo (tra il 902 e il 910) dalla basilica diruta di Miseno al Monastero Benedettino di Napoli già dedicato a San Severino abate; la terza avvenne nel 1807 ad opera del arcivescovo Michele Arcangelo Lupoli che trasferì le spoglie di san Sossio e di san Severino dal monastero napoletano soppresso al tempio patronale di Frattamaggiore.

## Culto
A san Sossio, diacono e martire di Miseno, è riconosciuto il patronato religioso della città di Frattamaggiore nella città metropolitana di Napoli condiviso con santa Giuliana di Nicomedia. A Frattamaggiore, nel Cappellone di San Sossio annesso alla Basilica di San Sossio Levita e Martire sono custodite le spoglie del Santo, insieme a quelle del patrono d'Austria San Severino.
San Sossio è anche il compatrono, con san Pietro martire, del comune di San Sossio Baronia in provincia di Avellino, dove è presente una reliquia del santo donata dal comune di Frattamaggiore, con cui San Sossio Baronia è gemellata. Il nome San Sossio dato all'antico casale della Baronia di Vico, trova nella leggenda la sua giustificazione. Infatti, si narra che un asino, sul quale venivano trasportate le reliquie di San Sossio destinate ad un paese vicino, giunto in località ora detta Sella Coppola (incrocio dell'ex SS 91 con le provinciali per San Sossio e Trevico), infilò la strada che conduceva alle poche case esistenti in fondo alla valle e non ci fu verso di fargli cambiare direzione. Si gridò al miracolo: le reliquie rimasero nella chiesetta dell'Annunziata e fu dato il nome di San Sossio al paese.
Il culto di San Sossio è ampiamente diffuso anche nel Lazio meridionale dove, tra gli altri, è patrono del comune di Falvaterra in provincia di Frosinone.
Saint-Sozy, comune francese situato nel dipartimento del Lot nella regione dell'Occitania, prende il suo nome dal santo di Miseno.